# Morgan (prêt-à-porter)
Pour les articles homonymes, voir Morgan.
Morgan est une marque française de prêt-à-porter créée en 1968 par deux sœurs, Odette et Jocelyne Abeshera, et développée avec leurs maris, Pierre Barouch et Claude Bismuth.
Ses égéries publicitaires des années 1990, comme Laetitia Casta ou Carla Bruni, ont contribué à sa renommée.
Dans les années 1990, la marque fait appel, pour réaliser ses campagnes publicitaires, aux photographes de mode tels que Steven Klein, Jean-Baptiste Mondino, Dominique Issermann ou Nathaniel Goldberg.
Le 24 décembre 2008, l'enseigne a été placée en redressement judiciaire et a été rachetée par le Groupe Beaumanoir en mars 2009.
Dans les années 2010, les égéries publicitaires de la marque sont notamment l'influenceuse Caroline Receveur en 2017, le top model Georgia May Jagger en 2018 et l'ancienne Miss Univers Iris Mittenaere en 2019.